# ژوئیه ۲۰۱۰
ژوئیه ۲۰۱۰ یکی از ماه‌های ۲۰۱۰ (میلادی) است.

## ۱ ژوئیه۲۰۱۰
- باراک اوباما مصوبه تحریم ایران را امضا کرد

باراک اوباما، رئیس جمهوری آمریکا، مصوبه تحریم گسترده ایران که هفته پیش در کنگره تصویب شد را امضا کرد.بی بی سی فارسی
- کناره‌گیری رئیس بازرسان آژانس بین‌المللی انرژی اتمی

اولی هاینونن، معاون مدیرکل آژانس بین‌المللی انرژی اتمی و مسئول مستقیم بازرسی‌های هسته‌ای ایران و سوریه «به دلایل شخصی» از سمت خود استعفا کرد. وی که ۶۳ سال دارد، به مدت ۳۰ سال در آژانس بین‌المللی انرژی اتمی مشغول به کار بوده و از سال ۲۰۰۵ ریاست بخش پادمان‌های آژانس را به عهده داشته که مسئول بازرسی و تأیید صلح‌آمیز بودن برنامه هسته‌ای کشورهای عضو است. آقای هاینونن عملیات بازرسی از مراکز هسته‌ای ایران و سوریه را شخصا رهبری می‌کرد. بی‌بی‌سی فارسی
- اینترنت پَهن‌باند از حقوق همه شهروندان فنلاند شد

کشور فنلاند نخستین کشور جهان است که دسترسی به اینترنت پهن‌باند را به عنوان «حق همهٔ شهروندان آن کشور» به رسمیت شناخت. بر این اساس، از ۱ ژوئیه ۲۰۱۰ همه شهروندان این کشور باید به اینترنت پهن‌باند با سرعت دست کم یک مگابیت بر ثانیه دسترسی داشته باشند. دولت فنلاند همچنین متعهد شده‌است که تا سال ۲۰۱۵ اینترنت پهن‌باند با سرعت ۱۰۰ مگابیت در ثانیه را در اختیار تمام شهروندان این کشور قرار دهد. بی‌بی‌سی
- نامزدی نخستین ایرانی برای مقام فرمانداری ایالت فلوریدا